# Грин, Дэвид (режиссёр)
Дэвид Грин (англ. David Greene; имя при рождении — David Brian Green; 22 февраля 1921, Манчестер, Ланкашир — 7 апреля 2003, Охай, Калифорния) — британский теле- и кинорежиссёр и актёр, лауреат четырёх премий «Эмми».

## Биография
Дэвид Грин начал свою актёрскую карьеру, работая в британском кино и на сцене с Лоренсом Оливье и Вивьен Ли в театре Олд Вик.
В 1951 году он гастролировал по Соединённым Штатам и Канаде с постановкой пьесы «Антоний и Клеопатра». Он оставался в Канаде пять лет, работая в Канадской радиовещательной корпорации.
C 1970 года жил в Лос-Анджелесе.
Умер от рака поджелудочной железы. У него было четверо детей.

## Избранная фильмография
Режиссёр
- Крёстная мать / Bella Mafia (1997)
- Семья полицейских 2: Потеря веры / Breach of Faith: A Family of Cops 2 (1997)
- Дети пыли / Children of the Dust (1995)
- Willing to Kill: The Texas Cheerleader Story / Willing to Kill: The Texas Cheerleader Story (1992)
- Что случилось с Бэби Джейн? / What Ever Happened to… (1991)
- В интересах ребёнка / In the Best Interest of the Child (1990)
- Малые жертвы / Small Sacrifices (1989)
- Пентхаус / The Penthouse (1989)
- Либераче: За музыкой / Liberace: Behind the Music (1988)
- Унаследовать ветер / Inherit the Wind (1988)
- После обещания / After the Promise (1987)
- История Бетти Форд / The Betty Ford Story (1987)
- Круг насилия: семейная драма / Circle of Violence: A Family Drama (1986)
- Убийство в кругу друзей / Murder Among Friends (1985)
- Нечистая совесть / Guilty Conscience (1985)
- Смертельное видение / Fatal Vision (1984)
- Охранник / The Guardian (1984)
- Прототип / Prototype (1983)
- Репетиция убийства / Rehearsal for Murder (1982)
- Третья мировая война / World War III (1982)
- Тяжёлая страна / Hard Country (1981)
- Отпуск в аду / A Vacation in Hell (1979)
- Дружественный огонь / Friendly Fire (1979)
- «Серая Дама» уходит на глубину / Gray Lady Down (1978)
- Суд над Ли Харви Освальдом / The Trial of Lee Harvey Oswald (1977)
- Лукан / Lucan (1977)
- Корни / Roots (1977)
- Богач, бедняк / Rich Man, Poor Man (1976)
- Эллери Куин / Ellery Queen (1975)
- Граф Монте-Кристо / The Count of Monte Cristo (1975)
- Божественный ступор / Godspell (1973)
- Мадам Син / Madame Sin (1972)
- Сыщики-любители экстра-класса / The Persuaders! (1971)
- Люди по соседству / The People Next Door (1970)
- Я начинаю считать / I Start Counting (1969)
- Театр CBS / CBS Playhouse (1968)
- Дело Стрэнджа / The Strange Affair (1968)
- Себастьян / Sebastian (1968)
- Coronet Blue / Coronet Blue (1967)
- Запертая комната / The Shuttered Room (1967)
- Шейн / Shane (1966)
- Защитники / The Defenders (1962—1965)
- За народ / For the People (1965)
- Медсёстры / The Nurses (1962—1965)
- Драма 61-67 / Drama 61-67 (1963—1964)
- Шпионаж / Espionage (1963—1964)
- Святой / The Saint (1962)
- Всемирный человек / Man of the World (1962)
- Сэр Фрэнсис Дрейк / Sir Francis Drake (1961—1962)
- Сумеречная зона / The Twilight Zone (1962)
- Театр в кресле / Armchair Theatre (1959—1960)
- Сборник рассказов Ширли Темпл / Shirley Temple’s Storybook (1960)
- Мистический театр в кресле / Armchair Mystery Theatre (1960)
- Театр Дженерал Электрик / General Electric Theater (1959—1960)
- Пять пальцев / Five Fingers (1960)
- Наше американское наследие / Our American Heritage (1959)
- Театр 90 минут / Playhouse 90 (1959)
- Погоня / Pursuit (1958)
- Goodyear Theatre / Goodyear Theatre (1958)
- Телевизионный театр Крафта / Kraft Television Theatre (1958)
- Подозрение / Suspicion (1958)
- Студия Один / Studio One (1957—1958)
- The United States Steel Hour / The United States Steel Hour (1957)
- Омнибус / Omnibus (1957)
- Встреча / Encounter (1953—1956)
- Scope / Scope (1955)

Продюсер
- Пентхаус / The Penthouse (1989)
- Тяжёлая страна / Hard Country (1981)
- Отпуск в аду / A Vacation in Hell (1979)
- Лукан / Lucan (1977)
- Я начинаю считать / I Start Counting (1969)
- Драма 61-67 / Drama 61-67 (1963—1964)
- Встреча / Encounter (1953—1957)
- На камеру / On Camera (1957)
- Первое выступление / First Performance (1956)
- Scope / Scope (1955)
- Истории о приключениях / Tales of Adventure (1952)

Актёр
| Год       |   | Русское название             | Оригинальное название         | Роль                    |
| --------- | - | ---------------------------- | ----------------------------- | ----------------------- |
| 1952—1952 | с | Телевизионный театр Goodyear | Goodyear Television Playhouse |                         |
| 1951      | ф | Тёмный свет                  | The Dark Light                | Johnny                  |
| 1950      | ф | Давайте устроим убийство     | Let's Have a Murder           | Professor Ralph Witkoff |
| 1950—1950 | с | BBC Sunday-Night Theatre     | Sunday Night Theatre          | Domitius Ahenobarbus    |
| 1950      | ф | Деревянный конь              | The Wooden Horse              | Nick Bennett            |
| 1949      | ф | Золотая Мадонна              | Golden Madonna                | Johnny Lester           |
| 1948      | ф | Тихий голосок                | The Small Voice               | Jim                     |
| 1948      | ф | Дочь тьмы                    | Daughter of Darkness          | David Price             |

Сценарист
- Божественный ступор / Godspell (1973)
- Мадам Син / Madame Sin (1972)
- Шпионаж / Espionage (1963—1964)
- Сэр Фрэнсис Дрейк / Sir Francis Drake (1961—1962)
- Встреча / Encounter (1953)